# Korean Air Flight 801 Memorial
Korean Air Flight KE801 1997-Crash Memorial är ett monument i Guam (USA).   Det ligger i kommunen Asan-Maina, i den västra delen av Guam, 3 km sydväst om huvudstaden Hagåtña. Korean Air Flight KE801 1997-Crash Memorial ligger 206 meter över havet.
Monumentet ligger nära nedslagsplatsen för Korean Air flight 801 den 6 augusti 1997. Vid olyckan omkom 228 av de 254 ombord.